# Kingsta
Kingsta är kyrkbyn i Näskotts socken i Krokoms kommun, Jämtlands län.
Kingsta (uttalas Tjingsta, jämtska Tsjingste, med grav accent) ligger invid E14 mellan Krokom och Ytterån och intill Lv666 mot Nälden. Här ligger Näskotts kyrka.